# Duftmuseum im Farina-Haus

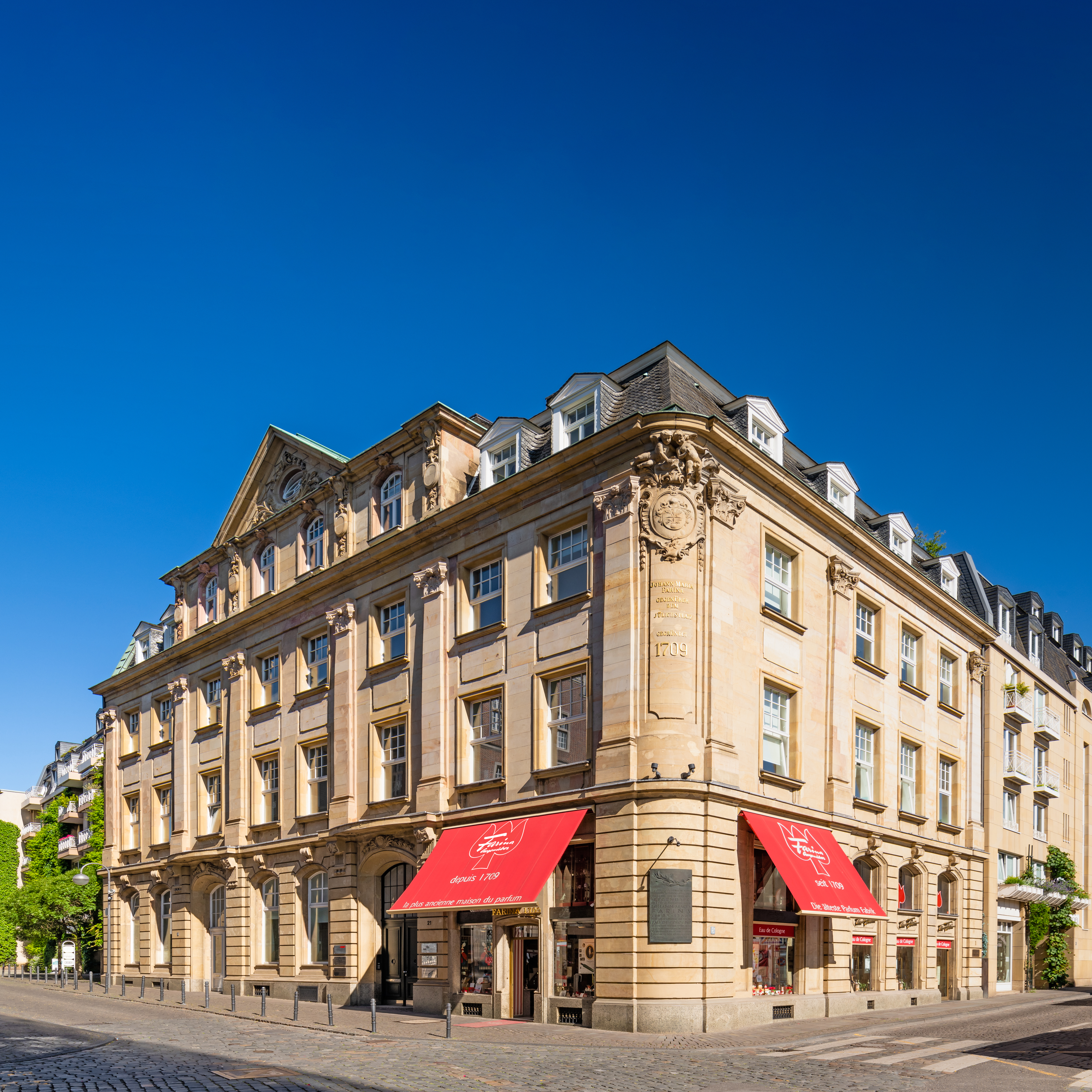
Duftmuseum im Farina-Haus

Das Duftmuseum im Farina-Haus liegt in Sichtweite des Kölner Rathauses und gegenüber dem Wallraf-Richartz-Museum in Köln und ist im Geburtshaus der Eau de Cologne in den Original-Produktionsräumen des 18. Jahrhunderts untergebracht.

## Geschichte
In dem Gebäude an den Obenmarspforten hat die 1709 gegründete, älteste heute noch existente Parfümfabrik der Welt, Johann Maria Farina gegenüber dem Jülichs-Platz, seit 1723 ihren Sitz. Im Museum werden auf mehreren Etagen die Produktionsmethoden des Eau de Cologne seit den ersten Tagen seiner Herstellung und die für die Produktion verwendeten Geräte gezeigt, beispielsweise die von Farina zuerst in verstärktem Maße für die Parfümproduktion verwendeten Destillierapparate. Darüber hinaus sind Dokumente und Bilder der Parfümherstellung und im Verlauf der Geschichte aufgetretene Plagiatsversuche des Produktes zu sehen, das sich noch nicht auf einen rechtlich verankerten Markenschutz stützen konnte. Weitere Exponate zeigen die Entwicklung der Parfümherstellung und der Vermarktung in Glasbehältern.
Am 25. November 2006, dem 240. Todestag von Johann Maria Farina, wurde das Farina-Haus als „Ausgewählter Ort“ im Projekt des Bundespräsidenten „Deutschland – Land der Ideen“ ausgezeichnet.

## Galerie

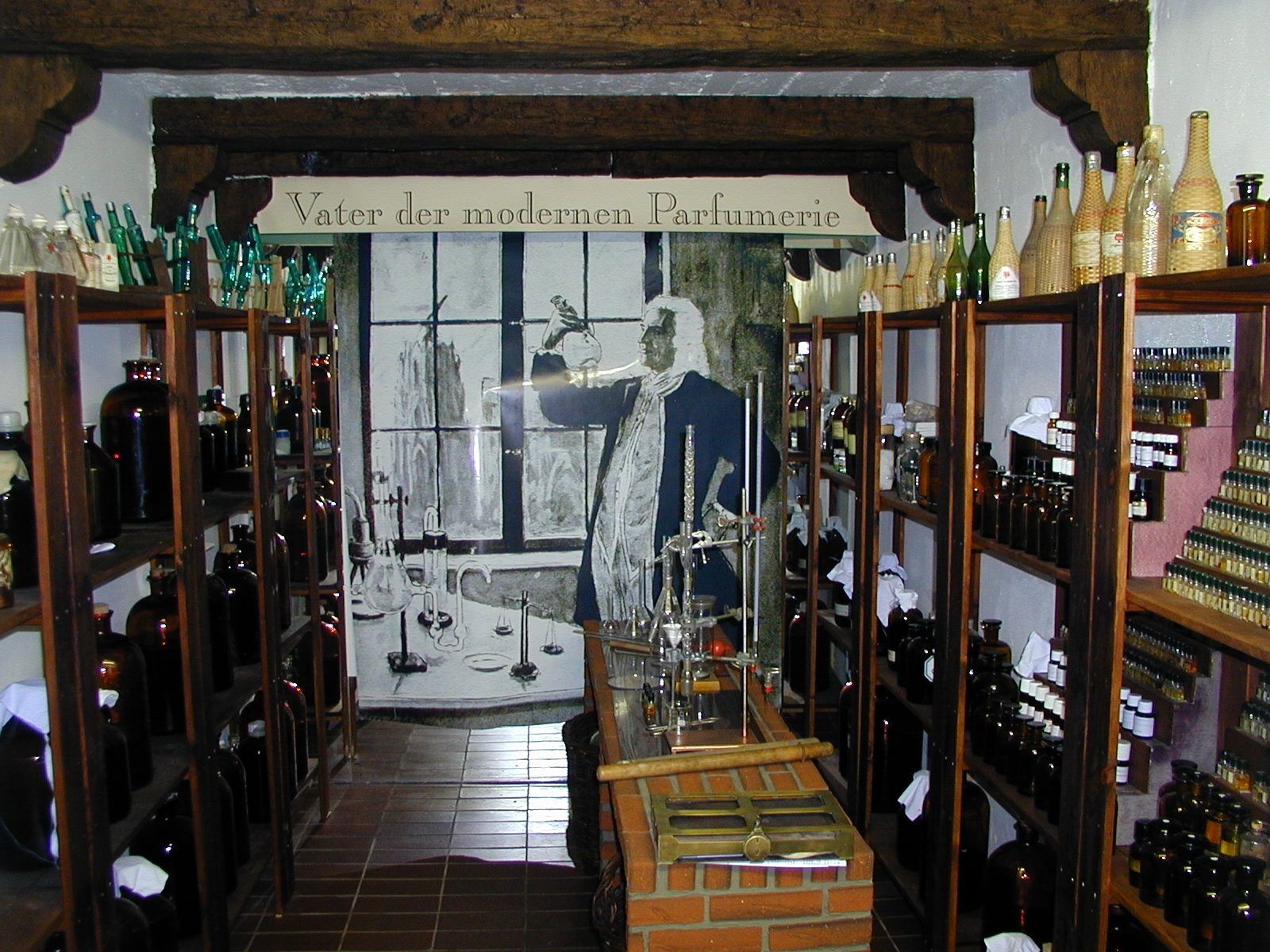
In den Kellergewölben des Duftmuseums
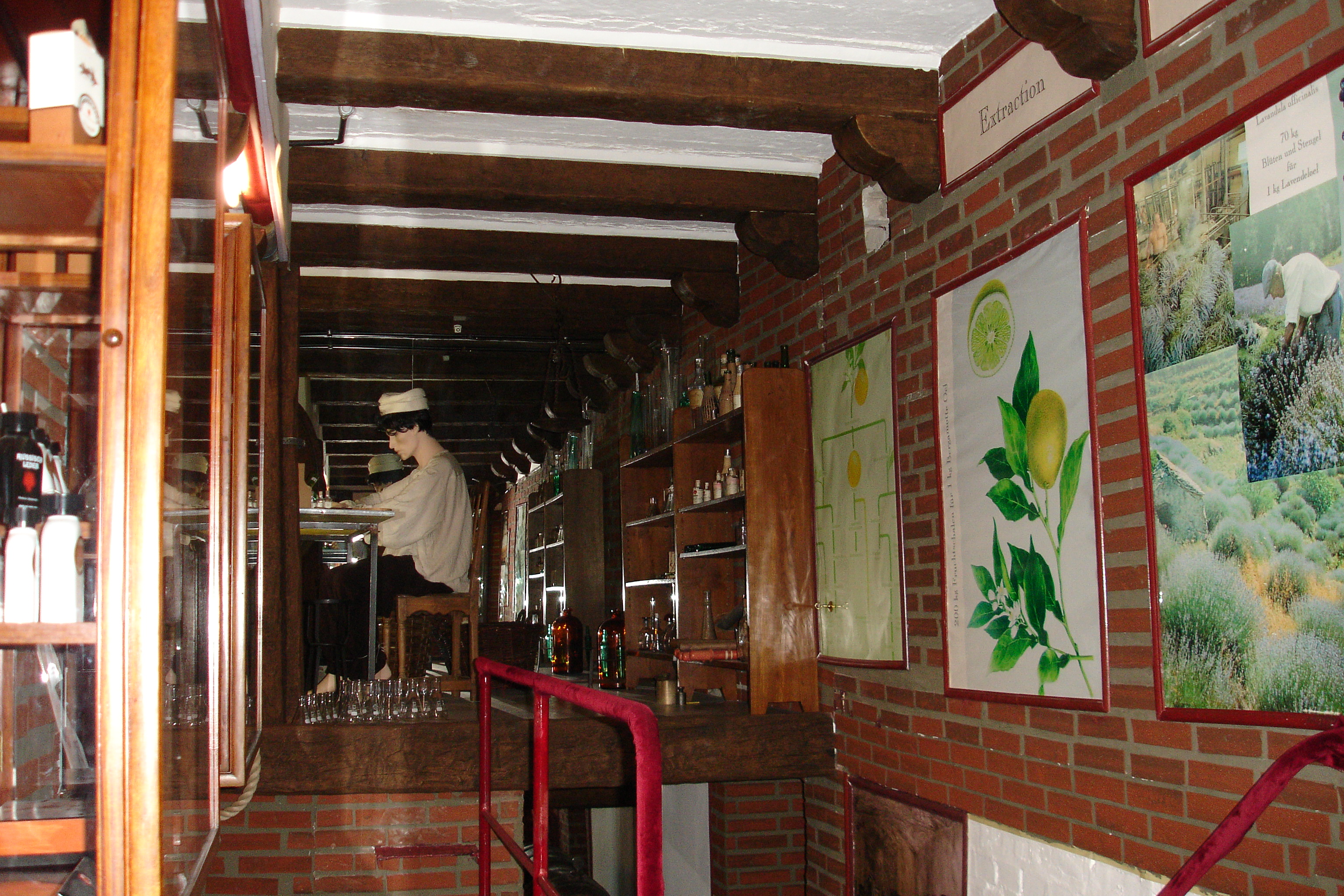
Wasserkammer im Duftmuseum
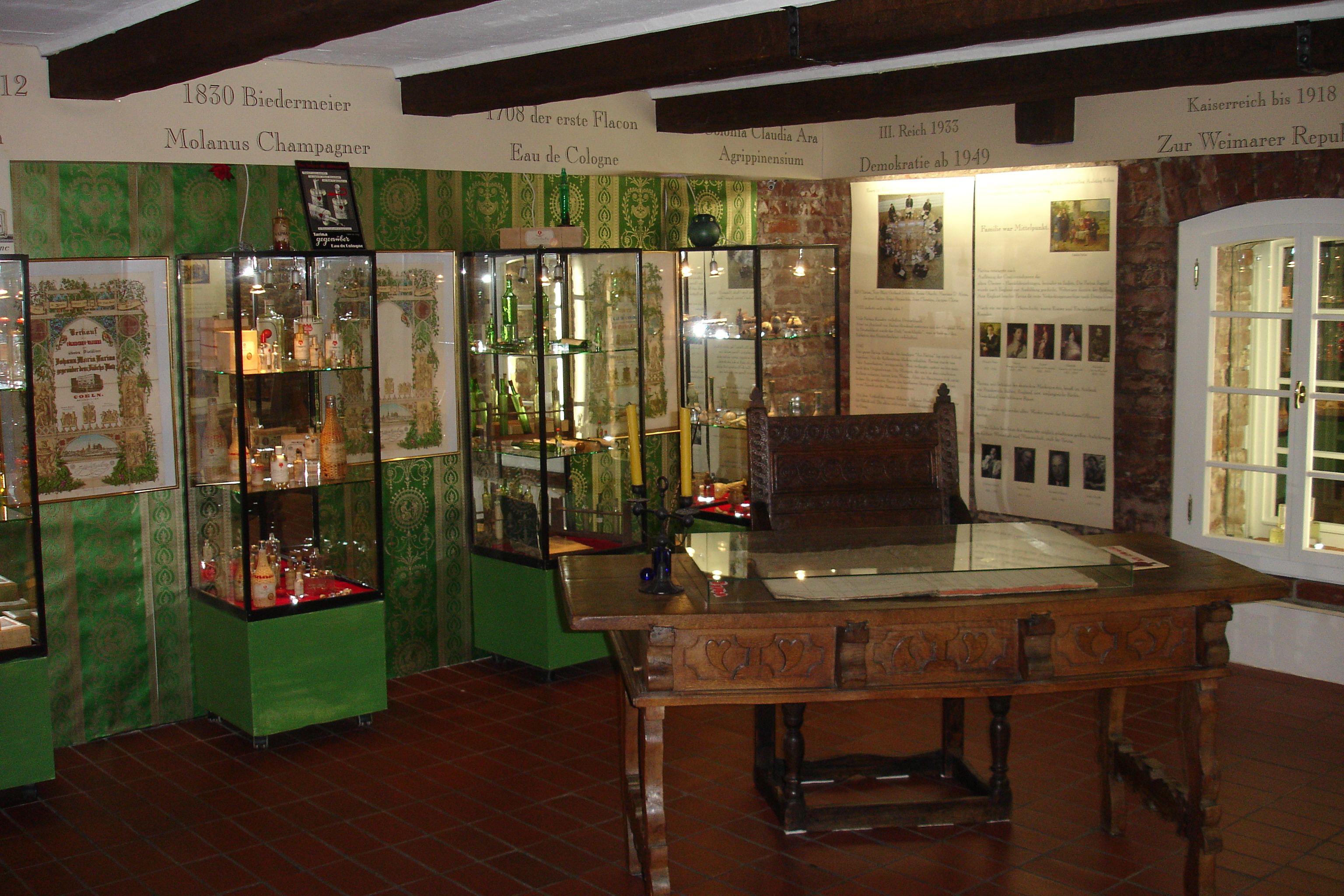
Vitrinen und Schreibtisch von 1723 in den Kellergewölben des Duftmuseums
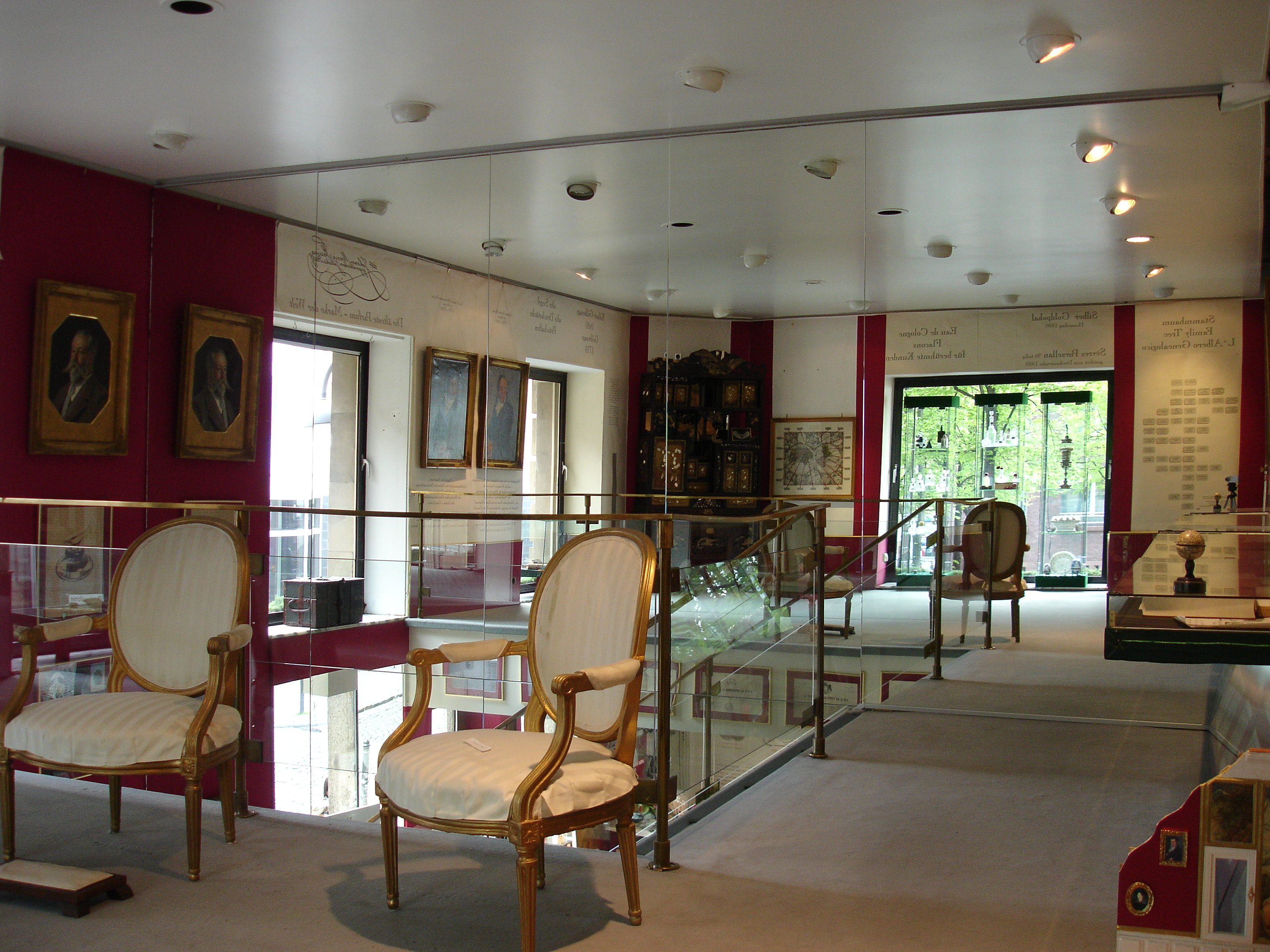
Beletage des Duftmuseums